# Сковорода Григорій Савич
Григо́рій Са́вич Сковорода́ (22 листопада (3 грудня) 1722, Чорнухи, Лубенський полк, Гетьманщина, Російська імперія, нині Полтавська область, Україна — 29 жовтня (9 листопада) 1794, Іванівка, Харківщина, Російська імперія) — український філософ-містик, богослов, поет, педагог, можливо, і композитор літургійної музики. Мав значний вплив на сучасників і подальші покоління своїми байками, піснями, філософськими творами, а також способом життя, через що його називали «Сократом».
Навчався в Києво-Могилянській академії (вищої освіти не здобув). Філософські погляди Сковороди присвячені головним чином етиці. Власної філософської системи не створив. Не був лояльним до церковної та світської ієрархії, відкидав будь-який примус, не любив церковних ритуалів, віддаючи перевагу особистій духовній свободі. Від 1769 року вів життя самітника й мандрівного філософа; мандрував переважно по Слобожанщині. Тоді ж почав писати філософські діалоги й трактати, в яких біблійна проблематика переплітається з ідеями платонізму та стоїцизму. Головним сенсом людського існування вважав самопізнання.
Григорій Сковорода писав свої твори різновидами староукраїнської літературної мови: художні та філософські твори слов'яноруською (слов'яноукраїнською), поезії та байки — книжною українською (у ній менше церковнослов'янських елементів). Частину листування Сковорода вів також латинською мовою.[⇨]

## Життєпис

### Ранні роки

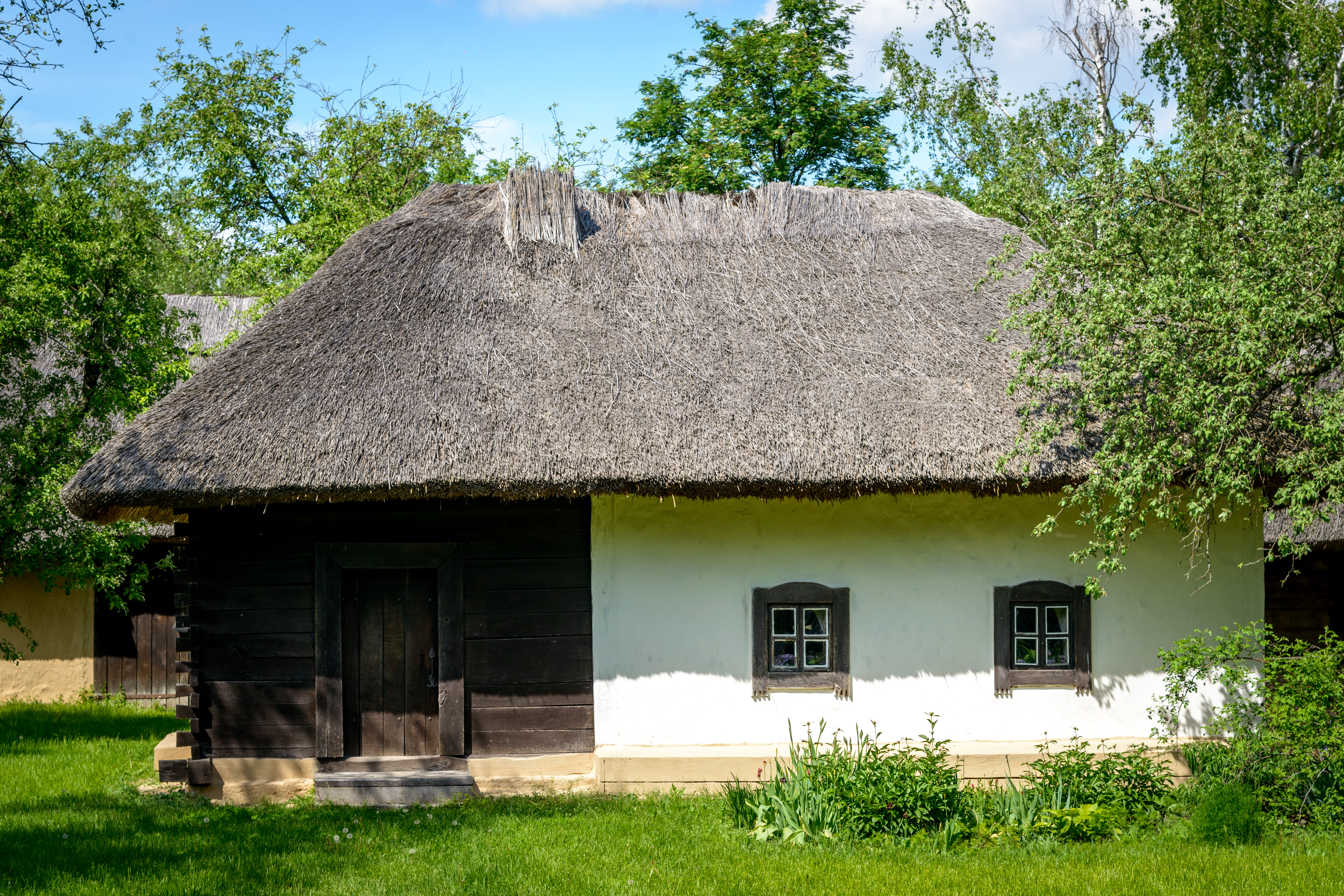
Меморіальна садиба батьків Григорія Сковороди в Чорнухах

Народився в сотенному містечку Чорнухи Лубенського полку, що нині на Полтавщині в козацькій родині Сави та Пелагеї. Батько Сава Сковорода був рядовим козаком, у мирний час займався шинкуванням і продажем вина в Чорнухах; помер наприкінці 1730-х або на початку 1740-х років.
У сім років Григорія віддали до чотирирічної дяківської школи в Чорнухах.
У серпні 1734 року Григорій вступив до Києво-Могилянської академії, яка на той час перебувала на вершині свого розквіту. У першому, ординарному класі (аналогія, інфима) вивчали українську книжну, польську мови і поступово переходили на латину, яка ставала основною в подальших класах, також вивчали церковнослов'янську.
У 1735—1738 роках Сковорода продовжив навчання в наступних граматичних класах, вивчав латинську мову, прозові та поетичні твори цією мовою. Далі були класи поетики та риторики, а також у 1739—1740 роках починає вчити грецьку, німецьку й гебрейську мови в Симона Тодорського. Потім схема навчання передбачала клас філософії тривалістю два роки, де вивчались діалектика, логіка, етика, фізика, метафізика. У цьому класі Сковорода навчався під орудою префекта академії Михайла Козачинського.

### Придворна капела (1742—1744)
У 1741 році, не завершивши клас філософії, Сковорода у Глухові пройшов конкурсний відбір до придворної капели імператриці Єлизавети Петрівни і вирушив до Санкт-Петербурга. У придворній капелі в Санкт-Петербурзі та Москві виконував партії альта в операх, літургіях, різних урочистостях. Зокрема, співав на коронації Єлизавети в Москві в італійській опері Йоганна Адольфа Гассе «La clemenza di Tito» («Милосердя Тита»).
Наприкінці серпня 1744 року разом з почтом імператриці Єлизавети прибув до Києва, куди Єлизавета їхала «на поклоніння святим Божим угодникам». Назад з імператорським двором вертатися Сковорода не став, звільнився в чині «придворного уставника» і повернувся до Києво-Могилянської академії, аби завершити курс філософії.

### Закордонна мандрівка (1745—1750)

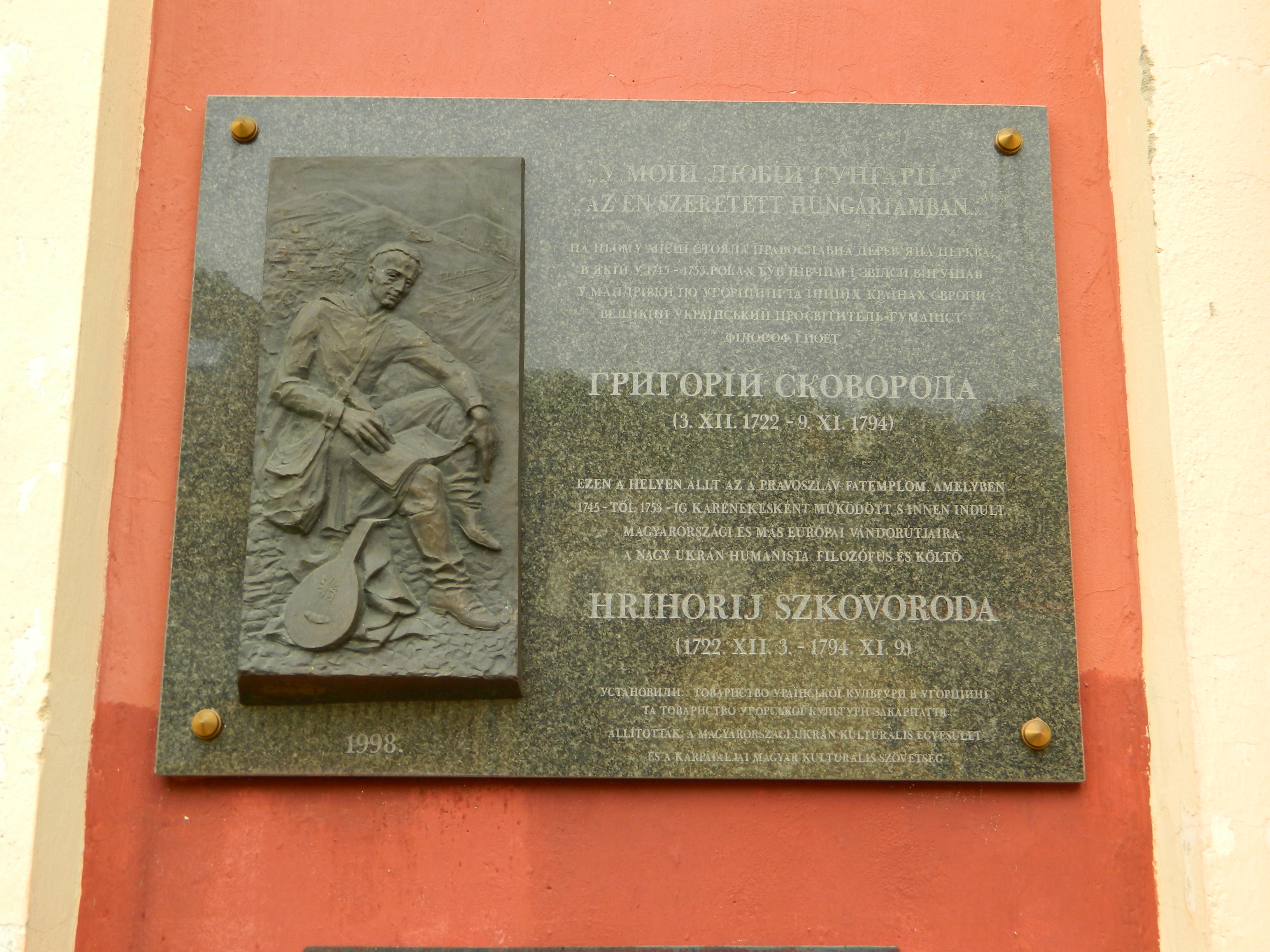
Пам'ятна дошка на стіні храму Миколи Чудотворця у місті Токай

Наприкінці 1745 року, закінчивши штудії філософії в Києво-Могилянській академії і бажаючи побачити чужі краї, пізнати ширше «коло наук», завербувався до «Токайської комісії з заготівлі вин до царського двору» під керівництвом генерал-майора Федора Степановича Вишневського (1682—1749; за походженням серб із Трансільванії, від 1715 року на російській службі). Усі перші біографи Сковороди вважали, що він потрапив до комісії в ролі дячка для похідної православної церкви, але на думку Леоніда Ушкалова він найімовірніше поїхав до Угорщини як компаньйон генерала Вишневського. Наприкінці серпня 1745 року комісія вирушила з Києва і у 20-х числах вересня прибула до Токаю. Окрім Токаю, Сковорода відвідав Пресбург, Офен, Відень та інші навколишні міста, де спілкувався з ученими людьми. Існують припущення, що Сковорода побував в Італії й Німеччині, проте документальних підтверджень цього, як і можливого навчання в університеті Галле, немає. У Пресбурзі Сковорода міг ознайомитися з містичними ідеями пієтизму, які прийшли з Галле і побутували в середовищі місцевої лютеранської громади. Можливо, на цьому позначився вплив Симона Тодорського, який до того ж у 1737—1738 роках вчителював у православних школах на території колишньої Угорщини.
У січні 1749 у Токаї помер Вишневський; керівником «Токайської комісії…» призначили його сина Гаврила. Наступного року Сковорода вирішує повертатися в Україну. З черговим транспортом вина 10 жовтня 1750 він прибув до Києва, а звідти — до Чорнухів, де нікого з родини не застав у живих.

### Перебування в Переяславі, Ковраях (1750—1759)

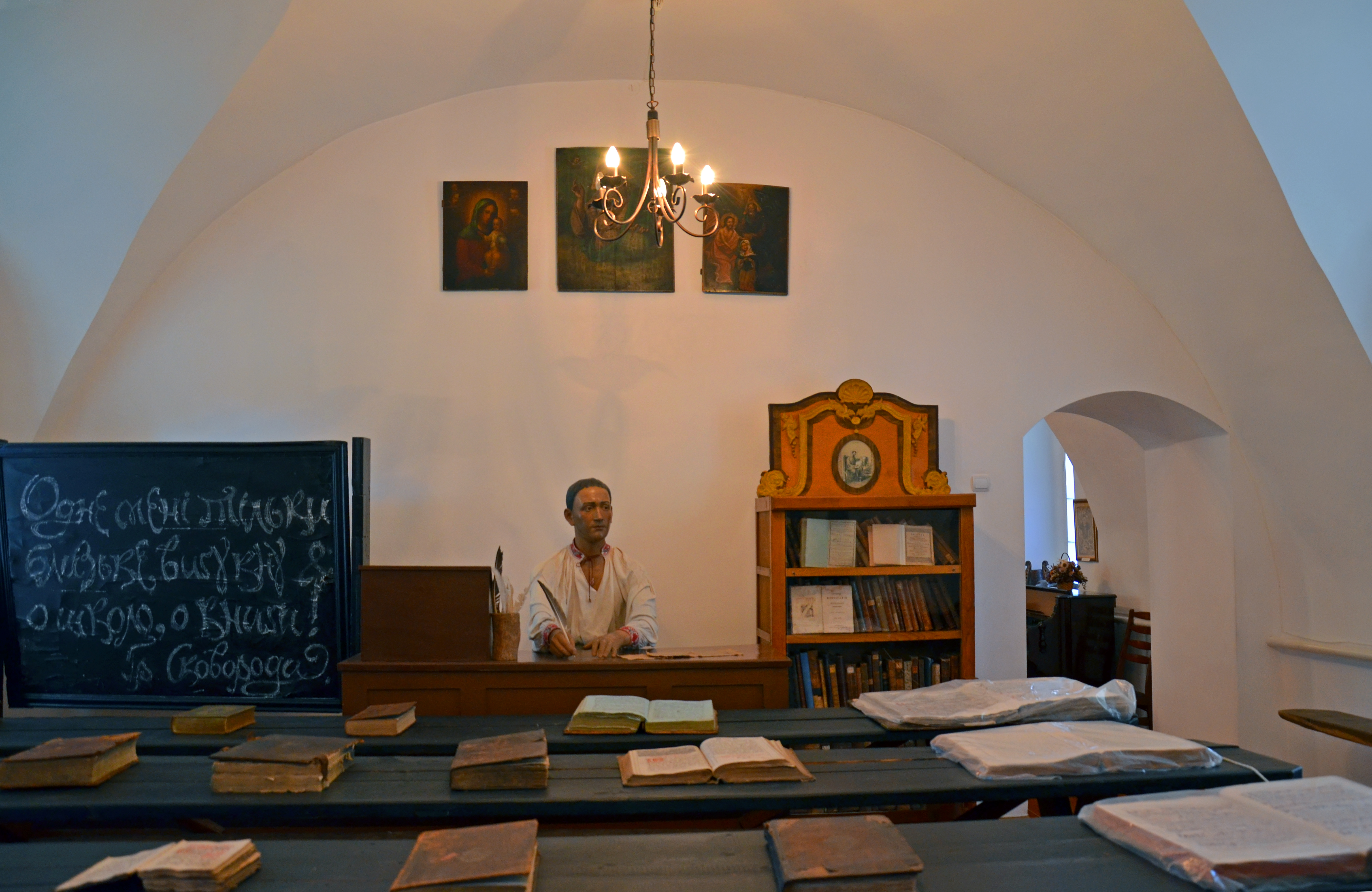
Один з класів колегіуму з фігурою Сковороди, тепер Меморіальний музей

У 1750—1751 році переяславський єпископ Никодим (Скребницький) запросив Сковороду працювати учителем поетики в нещодавно заснованому колегіумі в Переяславі. Сковорода погодився, підготував свій курс і розпочав заняття. За три-чотири місяці назрів конфлікт зі Скребницьким, якого не вдовольняли методи викладання Сковороди і який наполягав на дотриманні старих зразків. Сковорода не погодився змінити написані ним правила для поезії. Владика образився, Сковороду вигнали.
Після скандалу Сковорода проживав у приятеля, бідував. У вересні 1751 року він відновив навчання в Києво-Могилянській академії, вступивши на богослов'я. Богословський курс вів видатний поет, префект академії Георгій Кониський; він передбачав 4-річне навчання і прирівнювався до вищої університетської освіти. Сковорода навчався лише два роки. Улітку 1753 року київський митрополит Тимофій Щербацький, на прохання свого приятеля бунчукового товариша Степана Томари (1719—1794) знайти гувернанта («інспектора») для навчання старшого сина Василя (1746—1819), порекомендував йому Григорія Сковороду як найкращого студента. Восени 1753 року Сковорода прибув у село Каврай Переяславського полку, де був маєток Томари.
У Томари Сковорода мешкав близько шести років. Восени 1754 року стався конфлікт, через який виховання Василя перервалося на кілька місяців: хлопець дав кепську відповідь на поставлене запитання, за що запальний Сковорода назвав його «свинячою головою». Про це стало відомо матері Ганні, доньки Василя Кочубея, і вона наполягла на тім, аби покарати «інспектора». Томара не зміг відмовити дружині і звільнив Сковороду.
Сковорода подався до свого приятеля, одного з переяславських сотників. За його протекцією в перших числах січня 1755 року разом з ієромонахами Каліграфом (Василем Крижанівським) та Іринеєм Братановичем, котрі отримали призначення до Слов'яно-греко-латинської академії, вирушив до Москви, а звідти до Троїце-Сергієвої лаври. Тут на нього чекав намісник Кирило Ляшевецький, який викладав богослов'я в лаврській семінарії і, здається, пропонував викладати Сковороді. Проте Григорій відмовився, вочевидь, через те, що не бажав приймати монаший постриг, або ж тому, що його пекла, як писав Михайло Ковалинський, «постійна відраза до цього краю». На зворотному шляху Степан Томара умовив його повернутися до вчителювання у своєму домі.
У Кавраї Сковорода почав писати поезію, зокрема кілька поезій для збірки «Сад божественних пісень».
Пізньої осені 1758 року він бачив віщий сон, в якому явилися різноманітні людські прошарки зі суспільними й моральними вадами. Розцінивши його як Боже Об'явлення, Сковорода почав розмірковувати над життям аскета.
Улітку 1759 року Сковорода покинув Каврай, оскільки Василь Томара зібрався їхати вчитися за кордон до Замостя і Відня. До свого домашнього вчителя на все життя зберіг повагу і найтепліші почуття.

### Харківський колегіум (1759—1762)

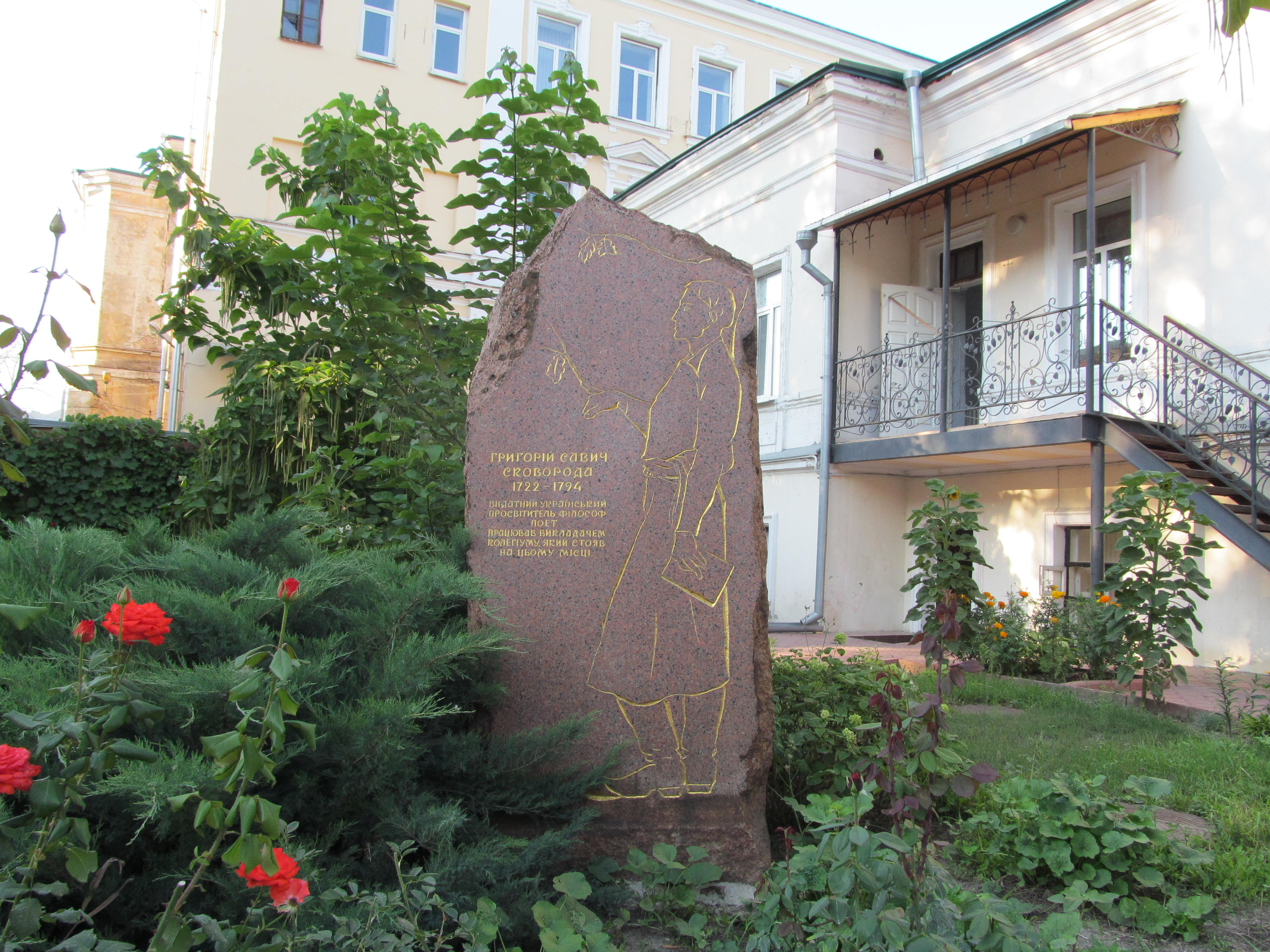
Пам'ятний знак на місці будівлі Харківського колегіуму на території Харківського Покровського монастиря

Улітку 1759 року Сковорода прийняв запрошення білгородського та обоянського єпископа Йоасафа Миткевича викладати поетику в Харківському колегіумі. Він покинув Гетьманщину і перебрався на Слобожанщину, яку полюбив усією душею. На той час колегіум був найпередовішим навчальним закладом в усій Україні, тут, на відміну від Києво-Могилянської академії, віддавали перевагу природничим і точним наукам, поряд з латиною більше вивчали грецьку, німецьку, французьку мови. Сковорода викладав тут з ентузіазмом. Але й тут стався конфлікт. Владика Йоасаф Миткевич, маючи на меті залишити Сковороду для духовної служби, збирався вмовити його прийняти постриг — цю справу він доручив судді єпархіяльної консисторії й архімандритові білгородського Миколаївського монастиря Гервасієві Якубовичу, який був приятелем філософа по Переяславу. На це Сковорода відповів: «Невже ви хочете, щоб і я примножив число фарисеїв?». У результаті подальших наполягань Якубовича влітку 1760 року Сковорода звільнився з колегіуму.
Надалі він проживав у невідомого на ім'я приятеля в селі Стариця, яке належало бєлгородському Миколаївському монастиреві. Упродовж 1760—1762 років жив на самоті, розмірковував над Божественним промислом і пізнанням себе.
Навесні 1762 року Сковорода, приїхавши на кілька тижнів до Харкова, довідався від знайомого протоієрея Петра Ковалинського про його талановитого племінника Михайла Ковалинського і спеціально подався до колегіуму, аби познайомитися з ним. Юнак відразу припав йому до душі і тільки через те Сковорода прийняв повторну пропозицію єпископа Йоасафа Миткевича викладати в Харківському колегіумі («Адже заради тебе, одверто кажучи, заради тебе одного я залишив мій такий приємний спокій, пустився на життєві хвилі», — згодом писав Ковалинському в листі).
1 вересня 1762 року Сковорода почав викладати в класі синтаксими, також вів екстраординарний 2-річний курс грецької мови. Навколо нього сформувалося коло шанувальників — студенти філософії Яків Правицький, Василь Білозерський, Микола Заводовський, сам Ковалинський зі своїм молодшим братом Григорієм, учнем синтаксими, і навіть 9-річний учень інфими Яків Єнкевич. Вони збиралися в домі Сковороди, читали античних авторів, писали вірші, співали, гуляли за містом у садах. Не зразу Ковалинський потягнувся до Сковороди («Любив його серце, але цурався його ума») — аж після того, як у 1763 році йому приснився учитель, від якого навсібіч сипалися духовні іскри. У них встановилося інтенсивне духовне спілкування, своєрідний «духовний роман», листування. У листах Сковорода висловлював ідеї, які згодом розвивав у своїх філософських трактатах. Згодом, після смерті вчителя, Ковалинський написав його ґрунтовну біографію, на яку посилаються всі дослідники творчості мудреця. Про стиль його життя він пише:
| Уставав дуже рано, їв раз на день, без м'яса і риби, був завжди веселий, сильний, рухливий, з усього задоволений, до всіх добрий, усім готовий послужити. Поважав і любив добрих людей без різниці їх стану, навідувався до хворих, розважав сумних, ділився останнім з тим, хто нічого не мав |
За дружбу з юним спудеєм Сковороду в колегіумі почали цькувати. Після того, як помер Йоасаф Миткевич, на посаду білгородського та обоянського єпископа 29 жовтня 1763 року призначили Порфирія Крайського. Той відразу незлюбив філософа. Коли владика в листопаді прибув з інспекцією до Харкова, викладачі колегіуму влаштували йому пишну учту. Однак Сковорода не пішов («Для шляхетної людини ніщо не є таким тяжким, як пишний бенкет, особливо коли на ньому перші місця посідають дурномудрі»). Оскільки дійшло до звинувачень у моральній розбещеності і духовній єресі, він перестав зустрічатися з Ковалинським і навіть писати йому. В результаті, 15 липня 1764 року Сковорода вдруге покинув Харківський колегіум. У серпні вони з Михайлом поїхали до Києва, де у друкарні Києво-Печерської лаври служив двоюрідний брат Сковороди Іван (чернече «Юстин») Звіряка. У лаврі знайомі ченці пропонували Сковороді постригтися в монахи, аби стати стовпом церкви і окрасою господи. На це він відповів: «Досить і вас, стовпів неотесаних, у Храмі Божому».
На початку навчального року Ковалинський вернувся до Харкова, а Сковорода — через кілька місяців. Тепер він проживав в околицях Харкова без будь-якого заняття. За той період в Україні скасували гетьманський уряд і автономію слобідських полків, що означало швидку ліквідацію української державності. Сковорода, однак жодним чином не відгукнувся на ці події. У цей період він практично покинув писати поезію.
Улітку 1767 року, перебуваючи в Курязькому монастирі в архімандрита Феофана Федоровського, Сковорода написав Ковалинському листа, з якого видно, що з ним нещодавно трапилася «буря», «вихор». Свого часу Ізмаїл Срезневський записав історію, котра начебто сталася зі Сковородою в 1765 році, коли він проживав на хуторах біля Валків. Згідно з нею, у вже немолодого Сковороду, який проживав на пасіці, закохалася дочка відставного майора Олена, яка жила по сусідству і яку він навчав духовній поезії і співам. Загалом філософ почував себе надто стримано у товаристві красивих дівчат, але схоже, їй відповів взаємністю. Однак коли начебто дійшло до вінчання, Сковорода не зміг дати відповідь, чи з доброї волі вступає в шлюб, і втік з-під вінця.
Скоро після того новоспечений губернатор Слобідсько-Української губернії (у 1765—1775) Євдоким Олексійович Щербинін (1728—1783) запросив Сковороду викладати у «додаткових класах» Харківського колегіуму. Для цього Сковорода написав 1766 трактат «Вхідні двері до доброго християнського життя». Однак відкриттю «додаткових класів» противився Порфирій Крайський, і вони запрацювали тільки в лютому 1768 р. По суті, це був самостійний навчальний заклад для дітей шляхти. У день смерті Крайського 7 липня 1768 р. Сковорода подав прохання про призначення учителем катехізису.
Однак у грудні 1768 р. білгородським та обоянським єпископом призначили Самуїла Миславського, з яким Сковорода навчався в класі богослов'я у Києво-Могилянській академії. Він обурився, чому курс катехізису читає світська людина, також йому не сподобалися певні положення з трактату Сковороди, наприклад, неповага до ритуалу. В результаті Сковорода звільнився з посади викладача — десь у квітні 1769 р., на цей раз остаточно. Більше ніколи він будь-яких інших посад не займав.

### На Слобожанщині (1762—1768)
Відтепер Сковорода обрав новий і незнаний до того стиль життя, а саме — мандрівку. І ця мандрівка тривала до самої смерті — чверть століття. Була вона повна пригод, оповита переказами й легендами. У ній ніколи не розлучався філософ із Біблією, сопілкою чи флейтою, і своїми творами. Слава про нього розходилася широко, і багато хто бажав його бачити й чути як речника великої правди.
Після остаточного звільнення з Харківського колегіуму він оселився на пасіці на березі Лопані в Гужвинському лісі за 10 верст від Харкова і зажив життям пустельника. Ліс належав відставному підпрапорному (титул, запроваджений у слобідських полках, дорівнював значковому товаришеві в Гетьманщині) Василеві Земборському, батькові одного зі студентів «додаткових класів» колегіуму. Тут Сковорода почав писати філософські байки (згодом вони увійшли до збірки «Байки Харківські», що стала першою збіркою байок в українській літературі) і філософські діалоги (перший з них — «Наркіс. Розмова про те: пізнай себе», базований на сюжеті Метаморфоз Овідія; другий — «Симфонія, названа Книга Асхань, про пізнання самого себе», на підставі Книги Ісуса Навина). Вірші, пісні та байки Сковорода писав українською книжною мовою та латиною, натомість філософські діалоги і трактати — химерною сумішшю церковнослов'янської, української та російської мов.
З Гужвинського лісу Сковорода навідувався до Харкова, до села Бабаї, де священником був його колишній учень по Харківському колегіуму Яків Правицький. У Бабаях навколо філософа сформувався своєрідний гурток з-поміж священників сусідніх парафій, приятелів Якова Правицького. Можливо, був серед них і власник Бабаїв Петро Щербинін, родич слобідського губернатора і майбутнього першого генерал-губернатора Харківського намісництва (у 1780—1783) Євдокима Щербиніна. Тут Сковорода познайомився з Олексієм Юрійовичем Сошальським, літнім одинаком, освіченим, оригіналом, як і сам Сковорода, власником села Гусинка.
В Олексія Сошальського він зупинявся часто, починаючи з 1770 року, проживаючи влітку на пасіці в лісі, а взимку — в панському домі; спілкувався і з його молодшими братами Осипом та Георгієм. У травні 1770 року разом зі Сошальськими Сковорода поїхав до Києва, зупинившись у свого двоюрідного брата, Юстина (Івана) Звіряки, який натоді був за «старшого» в Китаївській пустині, і прожив у нього 3 місяці. У серпні зі Сковородою трапився дивний випадок. Якось він раптом відчув неспокій, невимовне бажання покинути Київ і повернутися до Харкова. Юстин відмовляв його, але Сковорода не послухав, подався до Сошальських, які проживали на Подолі. Спускаючись із Гори, недалеко Андріївської церкви як невідома сила спонукала його повернути назад. Він відійшов на чималу відстань, потім вернувся, але знову невидима сила повернула його назад. Все ж, набравшись рішучості, Сковорода пішов Андріївським узвозом вниз, але раптом відчув трупний сморід і побіг назад. Він переказав про це Сошальським і швидко почав збиратися в дорогу, примовляючи, що в Києві буде чума. Ніхто не вірив, але 3 вересня 1770 року в Києві почався мор. Епідемія почалася у Волощині чи Молдові в турецькому війську і прийшла сюди з початком нової російсько-турецької війни. За 3 місяці в Києві на Подолі померло 6 тисяч людей. Наприкінці серпня 1771-го моровиця дійшла до Москви.
Сковорода ж, покинувши спішно Київ, за два тижні вже був у Свято-Троїцькому монастирі неподалік села Чернеччина за 4 версти від Охтирки. Тут до нього дійшла звістка про мор у Києві, і тут у монастирському саду він пережив містичний екстаз: 
| Прокинувшись рано, коли мої думки та почуття були сповнені благоговіння і вдячності до Бога, я рушив у сад на прогулянку. І перше, що я відчув у серці, була якась розкутість, свобода, бадьорість та здійснена надія. Віддавши цьому настрою всю свою волю й усі свої бажання, я відчув у собі незвичайний порух, котрий переповнював мене незнаною силою. В одну мить якась солодка злива ринула в мою душу, і від неї все моє нутро спалахнуло полум'ям. Здавалось, що в моїх жилах вирувала вогненна течія. Я почав не ходити, а бігати, наче мене щось носило, я не відчував ні рук, ні ніг, так, ніби весь я був із вогню, що шугав по колу. Цілий світ зник мені з-перед очей. Одне лиш почуття любові, благонадійності, спокою, вічності оживляло моє єство. Сльози струмками покотились мені з очей і розлили по всьому тілу якусь зворушливу гармонію. Я ввійшов у себе, мовби відчув запевнення синівської любові, і з цієї миті присвятив себе синівській покорі Божому Духу | — писав він Ковалинському.
Цей стан містичного осяяння Сковорода потрактував як своє зближення з Богом — досі його серце шанувало Бога по-рабськи, а тепер полюбило Його мов найщирішого друга.
На початку 1772 року Сковорода прийняв запрошення відставного полковника Степана Івановича Тев'яшова (1718—1790), який бажав взяти у нього кілька домашніх уроків, і прибув в Острогозьк. Предки Тев'яшова походили із золотоординської знаті, були охрещені у Московії за часів Дмитрія Донського і отримали дворянство. Степан Тев'яшов був призначений полковником харківським (1734—1757) і одним з останніх полковників Острогозького полку (1757—1763). В його садибі в Острогозьку Сковорода прожив кілька місяців 1772 року, тут навколо нього виник філософський гурток: окрім самого Степана і його сина Володимира (1747—бл.1810), дрібний місцевий чиновник колезький реєстратор Опанас Панков і дворянин Яків Долганський (1731—?) — представник колишньої козацької старшини, якого Сковорода називав «живописцем». На підставі філософських бесід із ними Сковорода упродовж весни й літа 1772 року написав 6 філософських діалогів — «Бесіда перша…», «Бесіда друга…», «Розмова про стародавній світ», «Розмова п'яти подорожніх про справжнє щастя в житті», «Кільце», «Розмова, звана алфавіт, чи буквар миру», який є найяскравішим із них. У «Бесіді першій…» дійовими персонажами вивів себе, Панкова й Долганського під оригінальними іменами.
Від Тев'яшова Сковорода помандрував до Якова Правицького в Бабаї.
У той час Михайло Ковалинський, який служив вихователем у родині колишнього гетьмана Кирила Розумовського, подався разом зі синами Левом і Григорієм до Геттінгена й Ліона. На початку 1773 року вони прибули до Лозанни, де перебували понад пів року. Тут Ковалинський познайомився з богословом і природознавцем Жаном-П'єром-Даніелем Мейнгардом (1694—1776), певний час проживав у його заміському будинку. Мейнгард був дуже схожий на Сковороду рисами обличчя, характером, поведінкою і способом мислення. Коли в 1775 Ковалинський зустрівся зі Сковородою і розповів йому про Мейнгарда, на філософа це справило велике враження; він вважав його своїм двійником і навіть підписував свої твори другим іменем «Даниїл Мейнгард».
Надалі Сковорода неодноразово бував у Гусинці в Олексія Сошальського, в Харкові у провізора Петра Пискунівського, у Великому Бурлуці в Якова Донця-Захаржевського, у Валках, Ізюмі, Куп'янську, Липцях, Моначинівці, Охтирці. Його шанували і прості люди, й шляхта, запрошували жити до себе. Він відмовлявся. У вересні 1782 року Михайло Ковалинський, який на той час служив Головним наглядачем Московського Виховного будинку, писав: 
| Мені дуже хочеться купити собі місцину десь в українській стороні/.../Якби це вдалося, то, відійшовши від усього, я б усамітнився та й просив би вас прожити решту життя разом. |
Побутувала легенда, нібито сама Катерина II, яка багато чула про Сковороду, через князя Потьомкіна передала йому запрошення на посаду придворного філософа. На це Сковорода, який сидів з флейтою на узбіччі дороги і пас вівцю господареві, в якого на той час проживав, начебто відповів: 
| Перекажіть матінці цариці, що я не покину вітчизни: мені сопілка і вівця дорожчі царського вінця. |
Михайло Ковалинський засвідчує те ж: 
| Коли писав Сковорода для свого краю, то і вживав деколи української мови та правопису, вживаного в українському виговорі. Він любив завжди свою природжену мову. Дуже любив свій рідний край, свою любу Україну й коли відлучався за її межі, обов'язково прагнув скоріше туди повернутися і бажав там померти. Він висловлює це в багатьох місцях своїх творів. «Всяк должен узнать свой народ і в народі себе». |

### Остання мандрівка філософа
В останній рік життя Сковорода проживав у селі Пан-Іванівка в домі колезького радника Андрія Івановича Ковалівського, який доводився вітчимом майбутньому засновникові Харківського університету Василеві Каразину. На той час Михайло Ковалинський після смерті свого покровителя князя Потьомкіна попав в опалу і проживав у маєтку Хотетово за 25 верст на південь від Орла. Старий Сковорода після 19 літ розлуки вирішив його провідати. «Попри далечінь дороги, на вкрай погану погоду й на постійну відразу до цього краю» він вирушив пішки з Пан-Іванівки. Привіз Ковалинському свої твори і прожив у нього 3 тижні. 26 серпня 1794 року, відмовившись від грошей, вирушив назад «в любу Україну, де він дотепер жив і хотів би померти». На певний час через рясні дощі був змушений зупинитися в Курську в Знам'янському чоловічому монастирі, де його радо прийняв архімандрит Амвросій Гиновський. Здається, Сковорода ще збирався відвідати Гусинку, але відчуваючи, що підупадає на силах, подався до Пан-Іванівки, де прожив ще місяць.

### Смерть

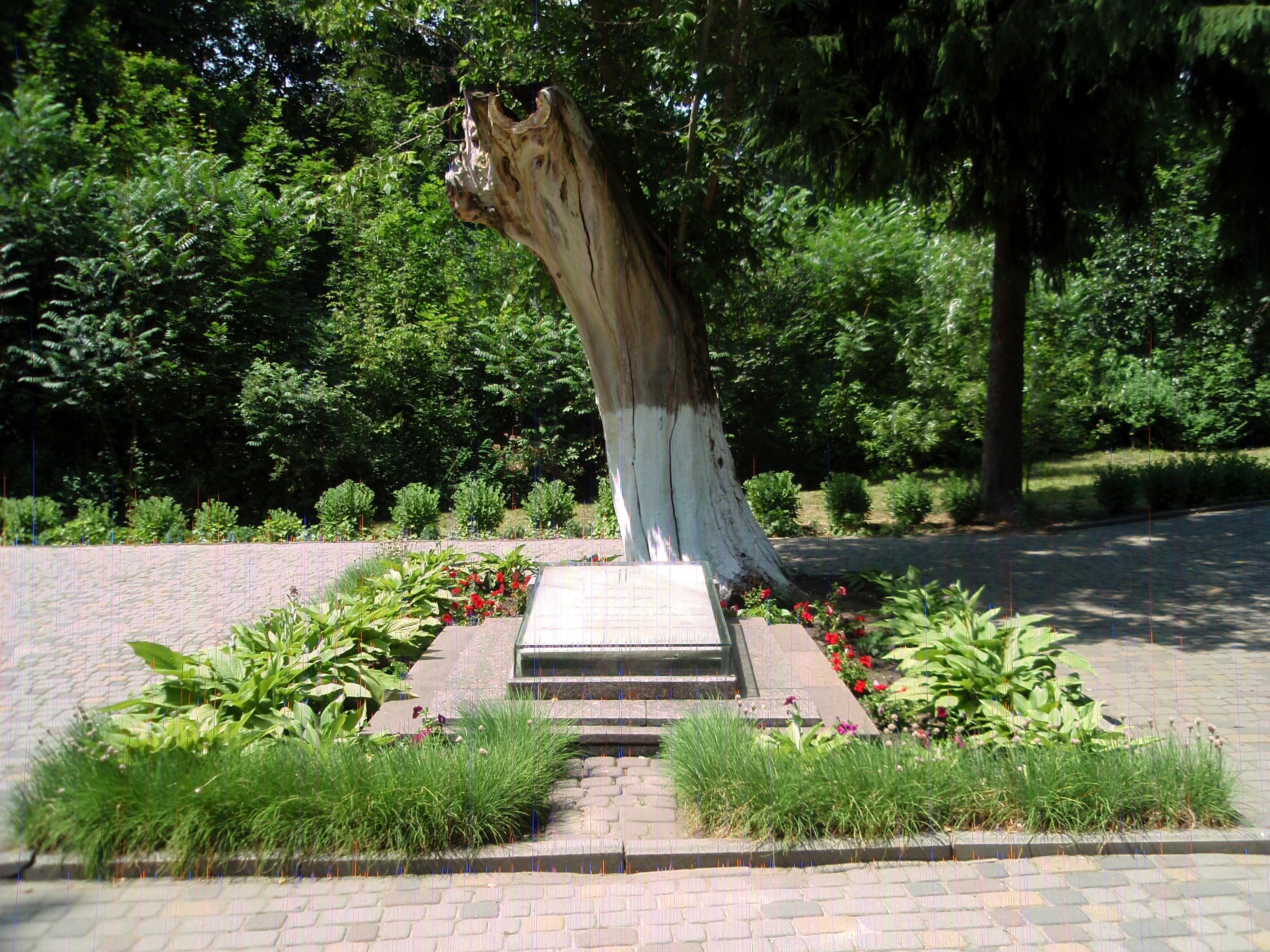
Могила в Сковородинівці

Помер 9 листопада (29 жовтня ст.ст.) 1794 року в селі Пан-Іванівка (на сьогодні Сковородинівка Золочівського району Харківської області) в домі Андрія Ковалівського.
Про смерть Сковороди Срезневський записав таке:

…Був прегарний день. До дідича з'їхалось багато сусідів погуляти й повеселитись. Мали також на цілі послухати Сковороди… За обідом був Сковорода незвичайно веселий і говіркий, навіть жартував, оповідав про своє минуле, про свої мандрівки, досвіди. Зачаровані його красномовством повставали всі від обіду, Сковорода щез.. Він пішов у садок. Довго ходив він по перехресних стежках, зривав овочі й роздавав їх хлопчикам, що працювали в садку. Над вечір пішов сам господар шукати Сковороду й застав його під гіллястою липою. Вже заходило сонце: останні його проміння пробивалися крізь гущу листя. З рискалем у руці копав Сковорода яму — вузьку, довгу яму. — «Що це, друже Григорію, чим то ти зайнятий?» — спитав господар, підійшовши до старого. «Пора, друже, закінчити мандрівку! — відповів Сковорода. — І так усе волосся і злетіло з бідної голови від мордування, пора непокоїтися!» «І, брате, дурниця! Досить жартувати, ходімо!» — «Іду! Але я прохатиму тебе попереду, мій добродію, хай тут буде моя остання могила». І пішли в хату. Сковорода недовго в ній лишився. Він пішов у свою кімнатку, перемінив білизну, помолився Богу і, підложивши під голову свої писані праці і сіру свитку, ліг, зложивши навхрест руки. Довго чекали на нього з вечерею. Сковорода не з'явився. Другого дня вранці до чаю теж, до обіду так само. Це здивувало господаря. Він насмілився увійти до Сковороди, щоб розбудити його; одначе Сковорода лежав уже холодний закостенілий.

На хресті над його могилою, на прохання самого Сковороди, написано: «Світ ловив мене, та не впіймав…». Сьогодні до неї можна потрапити, з'їхавши з дороги Харків-Суми біля селища Максимівка (60 км від Харкова) і далі добиратися 18 км до села Сковородинівка.
Жодного свого твору Сковорода за життя не надрукував. Окремі примірники рукописів збереглися в друзів, зокрема у Якова Правицького в Бабаях — трактати «Наркіс» і «Асхань».

## Мова творів
Одностайної думки щодо мови творів Григорія Сковороди наразі немає.
З одного боку, висувають припущення, що Сковорода писав літературною мовою, яка спиралася на староукраїнську книжну традицію кінця XVI — першої половини XVIII з орієнтацією на церковнослов'янську мову (передусім у філософській прозі). На думку Лідії Гнатюк, мова переважної більшості філософських діалогів і трактатів Сковороди — слов'яноруська (слов'яноукраїнська), поезій та байок — книжна українська (у ній менше церковнослов'янських елементів). Частину листування Сковорода вів також латинською мовою.
В той же час, деякі вчені-лінгвісти та літературознавці класифікують мову, якою послуговувався Сковорода, як російську або «наближену до російської». Цього погляду притримувалися такі дослідники, як Петро Бузук, Юрій Шевельов та Валерій Шевчук. Так, Юрій Шевельов у своїй праці, присвяченій мові Сковороди, під назвою Пролеґомена до вивчення мови та стилю Григорія Сковороди (1990), підсумував, що «мова Сковороди — якщо відняти її сильні біблійно-церковні впливи, її яскраві поетично-індивідуальні особливості — є, в основі своїй, слобожанським варіантом нормативної російської мови, якою розмовляли в тогочасних освічених колах. Сковорода постійно спілкувався з цими колами, саме в них знаходив своїх читачів та однодумців. Від них він залежав навіть матеріально. Ці люди (а не селяни) були його питомим середовищем». Схожий висновок надав і Петро Бузук у своїй праці, присвяченій мові Сковороди, під назвою Мова і правопис в творах Григорія Сковороди (1923), де Бузук зазначав, що «головною основою мови Сковороди є російська письменна мова 18-го століття, хоча побіч неї знаходимо ще українські, польські і старослов'янські первістки».

## Творча спадщина

### Богословські погляди
Твори Сковороди за життя не друкувались, оскільки тодішня цензура знайшла їх «противними Святому Писанію і образливими для чернецтва». Вихований у дусі філософічно-релігійного навчання, Сковорода повставав проти мертвої церковної схоластики та духового гноблення московського «православ'я», спираючись у своїй філософії на Біблію. Сковорода повчав, що царство людини знаходиться всередині неї і 
|  | Щоб пізнати Бога, треба пізнати самого себе. Поки людина не знає Бога в самім собі, годі шукати Його в світі. |

|  | Вірити в Бога не значить — вірити в Його існування, а значить — віддатися Йому та жити за Його законом. |

|  | Святість життя полягає в робленні добра людям. |

Офіційна московська релігія ділила людство на більш благословенних Богом і менш благословенних, а навіть і таких, що перебувають ніби під прокляттям, себто кріпаків. А Сковорода вчив, що «всяка праця благословенна Богом», а розподіл місць коло Бога називав непростимим гріхом. Московське православ'я і взагалі все московське духовенство було нетерпимим до всього чужого як єретичного, «неправославного». Сковорода навчав, що найбільше й фактично єдине завдання філософії — шукати правду і прагнути до неї. Але в умовах людського життя ця мета недосяжна, і щастя людини полягає саме в тому, що вона все мусить шукати правди. До цієї мети можна йти різними шляхами, і тому нетерпимість до тих, хто інакше думає, не знаходить виправдання. Так само й релігійна нетерпимість не знаходить виправдання, бо вічна правда проявляється на цьому світі в різних формах. Будучи у ставленні до себе самого цілковито безкомпромісним і осягнувши внаслідок цього повну гармонію між своєю наукою та своїм життям, Сковорода був надзвичайно лагідний і оглядний у ставленні до інших.

### Тема дружби
Як на джерело радощів, а звідси — душевного здоров'я, Сковорода вказує на дружбу. Однак вибирати друзів треба дуже обачно, оминаючи підлабузників і криводушних. Бо нерідко нещирі друзі залучають молоду людину до непомірності, спокушаючи запевненнями, що для чистого все чисте; у таких випадках треба рішуче побороти соромливість і твердо відмовити, а надалі і взагалі відмовитися від спілкування з такими людьми, — застерігає наставник. Якщо «ми охоче підтримуємо зносини з людьми, які ще досі здорові, але розум яких пошкоджений і насичений отруйним вченням», ми ризикуємо втрапити у їхнє становище.

### Поняття сродної праці
Поняття сродної праці є одним з найважливіших положень концепції сродності Григорія Сковороди, а обгрунтування потреби людини в сродній праці посідає чільне місце в його творчому доробку, а саме в діалозі «Разговор, называемый алфавит, или букварь мира». Сродна праця, на думку філософа, є водночас і потребою людського тіла, і потребою духовною — вона звеселяє дух, приносить задоволення і насолоду. Сродна діяльність корисна не тільки для того, хто знайшов своє покликання, але й для суспільства. Саме єдністю суспільного і особистого інтересу сродна праця відрізняється від праці, обраної з міркувань користі, слави чи гордості. Турбота про власний духовний світ, уважне ставлення до самого себе, вважає Сковорода, матиме значення і для інших людей. Досягнення свободи, на думку філософа, можливе лише за умови праці заради власної користі, надбання потрібного для себе. Сковорода щастя людини вбачає не в праці взагалі, а «природній» («сродній») праці.

### Ставлення до життя

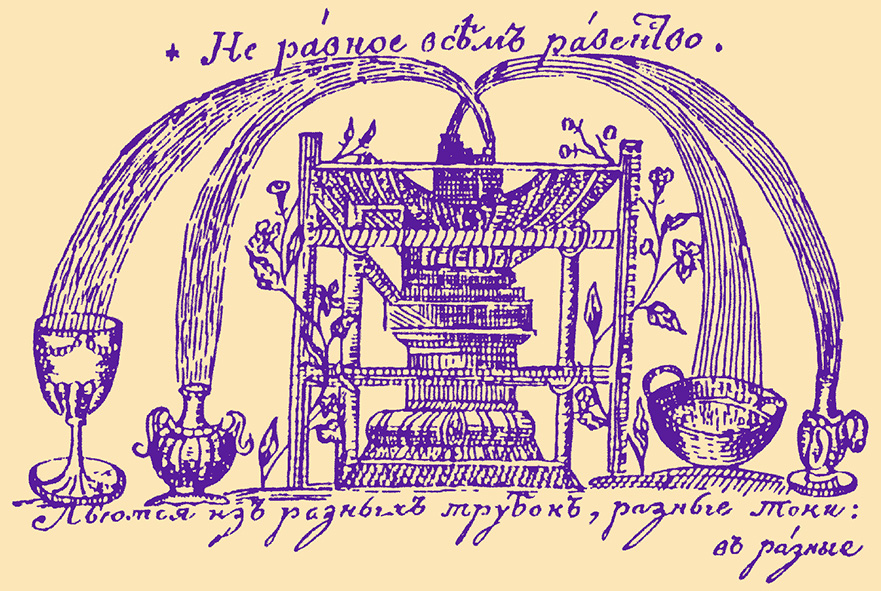
Малюнок Сковороди. Фонтан «Нерівна всім рівність», зображений на банкноті в 500 гривень

В одному з пізніших послань Сковорода розповідає про зустріч з ченцем, якого
|  | страшенно мучить демон печалі, і який звичайно називають бісом меланхолії. (…) Даючи поради цій людині, я сам ледве не пропав. (…) Дуже важливе значення має, з ким щоденно спілкуєшся і кого слухаєш. Бо поки ми слухаємо, ми їх дух в себе вбираємо. |

Ця історія виглядає особливо повчальною, оскільки учитель, визнаючи, що сам піддався печалі, показує, як поборов цей стан: у сні він звернувся по допомогу до Всевишнього:
|  | Якщо Бог всюди, якщо він присутній і в цьому черепку (при цьому я підняв черепок з землі), то для чого ти шукаєш розради в інших місцях, а не в самому собі? Адже ти є найкращим з усіх творінь. |

Прикметним є те, що, на відміну від багатьох мудреців, Григорій Сковорода не протиставляє душу й тіло, усвідомлюючи, що людина — це поєднання одного та іншого, а отже, вона мусить ставитися однаково дбайливо до обох частин своєї натури. У багато напучуваннях Сковорода порівнює душу й тіло та їхні функції: «обов'язково і саме щоденно підкидай у душу, як у шлунок, слово або вислів», «…те, що побачиш і почуєш, перетворюй у споживний і рятівний сік, як тварина, що повинна бути принесена у жертву Богові» про спілкування з різними людьми він каже: «їжа добра, але що з того, якщо вона не подобається твоєму шлунку» тощо.

Сам Сковорода виявляє неабияку обізнаність з медичними теоріями античних лікарів: він зазначає, Гален, міркуючи про здоров'я, радив хлопчикам і юнакам вживати холоднішу, а старим — теплішу їжу, і тлумачить цю думку так: з гарячої їжі розвивається зайва вологість, а звідси — катар, нежить, гній, вологість, згущена жаром. Плутарх так само вважав причиною всіх хвороб надлишок вологи в тілі: 
|  | хвороба, всяка зараза і запалення не можуть прищепитися, коли тіло холодне, позбавлене слизу і легке, як корок (…), то зроби його тоншим, скорочуючи надмірну їжу й уникаючи вогню, породженого вином, звідки всі пороки душі, а з останніх, у свою чергу, — всі хвороби тіла. |

Сковорода конкретизує зв'язок між духовними та тілесними недугами: людина, яка зловживає м'ясом та алкоголем, довго зупиняється на тривожному роздумі — «звідси передчасне старіння, коли не щось гірше». У 26-му листі до Михайла Ковалинського, вміло користуючись латинською клінічною термінологією, він перелічує хвороби та стани, які, за його спостереженнями, найпоширеніші серед людей: короста (scabies), пропасниця (febris), водянка (hydrops), епілепсія (epilepsia), кашель (tussis), виснаження (lassitudo) тощо.
Тільки в 1798 році у Санкт-Петербурзі вийшов друком його перший твір «Нарциз, або пізнай самого себе», та й то без його прізвища. У 1806 р. журнал «Сіонський Вєстник» видрукував ще деякі його твори. Потім у Москві в 1837–1839 рр. вийшли окремо деякі його твори, і лише в 1861 році видрукувано першу, але зовсім неповну збірку його творів. Краща й більша збірка, але теж не повна, вийшла в 1896 р. в Харкові під редакцією професора Д. Багалія. Тут видрукувано 16 творів, причому з них 9 уперше. Крім того, надруковано тут біографію Сковороди та деякі його вірші. Ще одне видання творів Григорія Сковороди вийшло в 1912 році в Петербурзі під редакцією В. Бонч-Бруєвича. Тут видрукувано кілька творів філософа і його біографія пера М. Ковалинського, що був учнем Сковороди. Але повного видання творів філософа й досі нема, бо різні його рукописи знаходяться по різних архівах та бібліотеках.

### Музична творчість
Сковорода грав на скрипці, бандурі, гуслях, флейті.
Багато віршів Григорія Сковороди покладені на музику. Український композитор Леонід Грабовський створив цикл «Temnere Mortem» (1991).
Крім того, існують відомості про композиторську діяльність Григорія Сковороди. Зокрема, йому належать пісні «Ой ти птичко жолтобока», «Стоїть явір над водою».
Поодинокі записи музики Сковороди збереглися у рукописних збірках кінця XVIII — початку XIX століття. Цю музику виконував ансамбль Святослава Крутикова «Camerata Taurica», згодом — Ансамбль давньої музики Костянтина Чечені.

### Вплив Сковороди на сучасників
Григорій Сковорода мав величезний вплив на своїх сучасників і на дальше українське громадянство, і то не лише своєю етичною наукою, а головним чином своїм життям, в якому слово ніколи не розходилося з ділом: його вчення було в повній згоді з його життям. Щоб оцінити цей вплив, як писав С. Єфремов,
| …досить буде сказати, що сучасники бачили в ньому «мандровану академію» і його самого вважали вартим за університет; досить сказати, що коли треба було тоді знайти в Україні ідейну, чесну та чисту людину, шукали її між «сковородинцями», тобто учнями цього чудного чоловіка та прихильниками його науки. І навіть перший на території України університет Харківський не дурно постав на Слобідській Україні, де найбільше жив і навчав Сковорода… Жертви на новий університет, після заклику і «драматичних жестів» Каразина (р. 1802). посипались головним чином од учнів Сковороди, знайомих та приятелів його, і тих жертв зразу ж набралось на велику, як на той час, суму — 400 .000 карб. Впливу од Сковороди безперечно зазнав і батько нового українського письменства Котляревський, і батько української повісти Квітка… — (Іст. укр. письменства, І, ст. 255). |

Попри те, що творів Сковороди не друкувалося, вони ширилися через переписування. «Сковороді не треба було шукати читачів, — вони його шукали: в нього знаходились такі гарячі прихильники і пропаґатори, що навіть через газети сповіщали, закликаючії до себе охочих читати твори українського філософа… Ці твори заходили й під сільську стріху: Згадаймо Шевченкову згадку з дитячих літ:
| Зроблю Маленьку книжечку. Хрестами І візерунками з квітками Кругом листочки обведу Та й списую Сковороду, Або „Три царіє со дари“… |

Як бачимо, Сковорода стоїть тут поруч дуже популярних творів напівнародної музи, і, справді, багато псалмів його й тепер ще співають сліпці та лірники, не знаючи й не відаючи нічого про автора…» (там само).
Про популярність Сковороди писав і Микола Костомаров:
| Мало можна вказати на таких народних осіб, яким був Сковорода і яких би так пам'ятав і поважав народ. На усьому просторі від Острогозька (Воронізької губернії) до Києва, у багатьох будинках висять його портрети; всякий грамотний українець знає про нього; ім'я його відоме дуже багатьом з неписьменного народу; його мандрівницьке життя — предмет народних оповідань; у деяких місцевостях нащадки від батьків і дідів знають про місця, які він відвідував, де любив перебувати, і вказують на них з повагою; добра прихильність Сковороди до деяких з його сучасників складає сімейну гордість онуків; мандрівні співаки засвоїли його пісні — на храмовім святі, на торговищі нерідко можна зустріти натовп народу, що оточує цих рапсодів і зі сльозами розчулення слухає: «Всякому городу нрав і права»… — (Слово о Сковороде. «Основа», 1862, № 8 (рос.)). |

### Гомосексуальна орієнтація
Віктор Петров у своїй розвідці наводив версію про гомосексуальність Сковороди та його еротичних стосунках із юним Ковалинським. На думку Петрова, саме через Ковалинського Сковорода облишив пустинництво та переселився до Харкова щоби викладати йому грецьку мову та синтаксис. Власне у своїх листах до Ковалинського, Сковорода неодноразово зізнавався йому у вічному коханні.

## Видання творів
Твори Сковороди за його життя ніколи не друкувалися. Вперше його твір діалог «Наркісс» було надруковано 1798 року в Санкт-Петербурзі. У 1837 році у Москві окремими книжками з'явилися «Басни Харьковскія», «Бесѣда, нареченная двое», 1839 року — «Дружескій разговор о душевном мирѣ», «Убогій Жайворонок», «Брань архистратига Михаила со Сатаною», також протягом 19 століття виходили деякі уривки, листи та поезії.
1861 року в Санкт-Петербурзі вийшла перша збірка творів «Сочинения в стихах и прозе Григория Саввича Сковороды. С его портретом и почерком его руки». Перше академічне зібрання вийшло у Харкові до 100-річчя з дня смерті філософа у 1894 році «Сочинения Григория Саввича Сковороды, собранные и редактированные проф. Д. И. Багалеем» (сьомий том «Сборника Харьковского историко-филологического общества»).
Наступною спробою академічного видання творів Сковороди було «Собрание сочинений Г. С. Сковороды. С биографией Г. С. Сковороды М. И. Ковалинского, с заметками и примечаниями В. Бонч-Бруевича» (Санкт-Петербург, 1912). З запланованих двох томів вийшов лише перший, до якого ввійшли майже всі філософські твори.
1961 року вийшла збірка творів Сковороди, до якої ввійшли всі відомі на той час твори письменника. Перший том містив філософські трактати й діалоги, а другий — художні твори, епістолярій, життєпис Сковороди пера Ковалинського та dubia.
На підставі цього видання співробітники Інституту філософії Академії наук України підготували й видали в 1973 році «Повне зібрання творів» Сковороди у двох томах.
1972 р. — до 250-річчя від дня народження опубліковано двотомник повного зібрання його творів.
1994 р. — вперше здійснено українською мовою видання всіх творів.
У 2000-х роках Леонід Ушкалов підготував кілька видань творів, у тому числі повну академічну збірку.

## Сковорода в культурі

### В кіномистецтві

Кадр з фільму «Відкрий себе» (1972): пам'ятник Г. С. Сковороді у Лохвиці

Єдиний ігровий фільм «Григорій Сковорода» поставив Іван Кавалерідзе у 1958 році на Київській кіностудії ім. О. Довженка. Великого успіху не мав. У 1972 році до 250-річчя українського філософа Ролан Сергієнко зняв на студії «Укркінохроніка» документальний фільм «Відкрий себе». Автори обрали для візуального ряду відливання у бронзі пам'ятника Сковороді для Лохвиці, на який наклали тексти Сковороди, які озвучив Іван Миколайчук. Комуністична партія фільм заборонила до показу і тільки наприкінці 1980-х стрічку дозволили й вона здобула Шевченківську премію.  
У 2004 році вийшов фільм Юрія Зморовича «І світ мене не впіймав». Три телевізійні роботи здійснила Національна телекомпанія (2008, 2011 і 2013 років): «Григорій Сковорода» Олексія Лябаха з циклу «Великі українці», «Григорій Сковорода» з циклу «Обличчя української історії» і телефільм Олени Хмирової «Таємничий Сковорода». 2020 року вийшов телефільм «Благословенні ви, сліди…».

### У живописі та скульптурі
Прижиттєвого фотозображення чи портрета з натури Сковороди не було створено або не зберіглося. Образ Сковороди будується на копіях портрету, створеного незадовго до смерті Сковороди, але по пам'яті художника.
У живописі образ Сковороди відтворили Тетяна Яблонська, Іван Їжакевич, Анатолій Насєдкін, Карпо Трохименко, Михайло Жук, Володимир Слєпченко, Олександр Ройтбурд.
Пам'ятники, пам'ятні знаки, меморіальні дошки є на території трьох меморіальних музеїв, у містах та місцевостях, де бував Сковорода, на територіях навчальних закладів, названих його іменем, — у Києві, Переяславі, Полтавській, Черкаській області та інших. Найбільше таких скульптур — у Харкові. За межами України є одна скульптура у Словенії і дві меморіальні дошки (Словаччина та Угорщина). Кілька пам'ятників Сковороді створив Іван Кавалерідзе, також Сейфаддін Гурбанов, Микола Малинка, Володимир Луцак та інші.

### В художній літературі
Образ Сковороди з'являється в художній літературі ще на початку ХІХ століття. Першим його спробував був змалювати Василь Наріжний у романі «Російський Жілблаз», що вийшов у 1814 році. У 1936 році Ізмаїл Срезневський друкує на сторінках московського журналу біографічну повість про Сковороду «Майоре, майоре!». Улітку 1855 року, перебуваючи в Новопетровському укріпленні, Тарас Шевченко написав повість «Близнята», персонажем якої виступає Сковорода. Упродовж 1890-х років Пантелеймон Куліш працював над поемою «Грицько Сковорода». У ХХ ст. до постаті Сковороди зверталися Павло Тичина, Валер'ян Поліщук, Максим Рильський, Юрій Клен, Василь Бондар, Василь Шевчук та інші. Поезії зі сковородинськими мотивами є у творчості Василя Барки, Миколи Вінграновського, Платона Воронька, Михайла Драй-Хмари, Івана Драча, Ігоря Калинця, Ліни Костенко, Андрія Малишка, Бориса Олійника, Дмитра Павличка, Івана Світличного, Василя Симоненка, Василя Стуса, Арсенія Тарковського, Бориса Чичибабіна та інших.

### Музичні твори на слова Сковороди
Вірш «Всякому городу нрав і права» входить до репертуару багатьох сучасних кобзарів-виконавців: Сергій Захарець, Тарас Компаніченко, Ніна Матвієнко, Олександр Тріус, Ярослав Крисько, Олександр Савчук, Юліан Китастий.

## Вшанування пам'яті

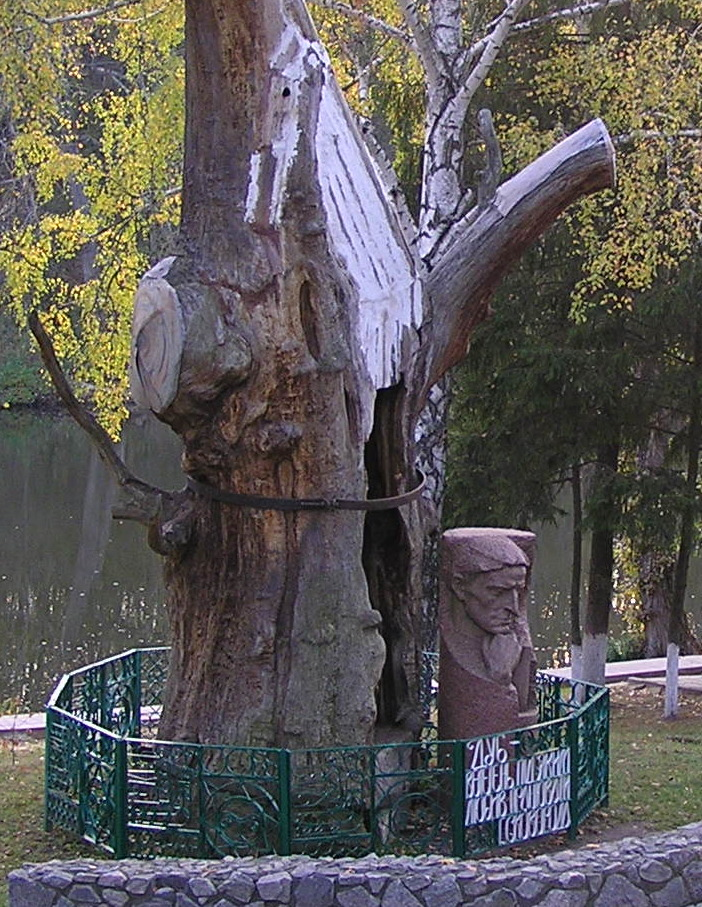
Дуб Сковороди та пам'ятний знак біля нього

### Пам'ятні заходи
У 1994, 1997, 2002, 2012 роках роковини вшановувались на державному рівні.

### Об'єкти названі на честь Сковороди
- Ім'ям Сковороди названо вулиці та провулки у Полтаві, Лохвиці, Києві, Харкові, Одесі, Львові, Дніпрі, Запоріжжі, Кропивницькому, Чернігові, Чернівцях, Хмельницькому, Дрогобичі, Лубнах, Мелітополі, Переяслав, Чорнухах, Гребінці, Золотоноші, Зінькові, Горішніх Плавнях, Решетилівці, Фастові, Бродах, Великій Димерці, Люботині, Вовчанську, Манченках, Шешорах, Надвірній, Стрию, Вознесенську, Золочеві, Ковелі, Заводському, Віньківцях, Конотопі, Яготині, Охтирці, Безруках[49].

- На честь Сковороди названі:
  - Інститут філософії імені Григорія Сковороди НАН України (Київ);
  - Харківський національний педагогічний університет імені Григорія Сковороди;
  - Університет Григорія Сковороди в Переяславі.

- 21-ий курінь УПЮ імені Григорія Сковороди.
- астероїд 2431 Сковорода[50].
- ботанічні пам'ятки: дуби у Сковородинівці, у лісопарку в Полтавськії області, у селі Моначинівка, шовковиця у Києві.

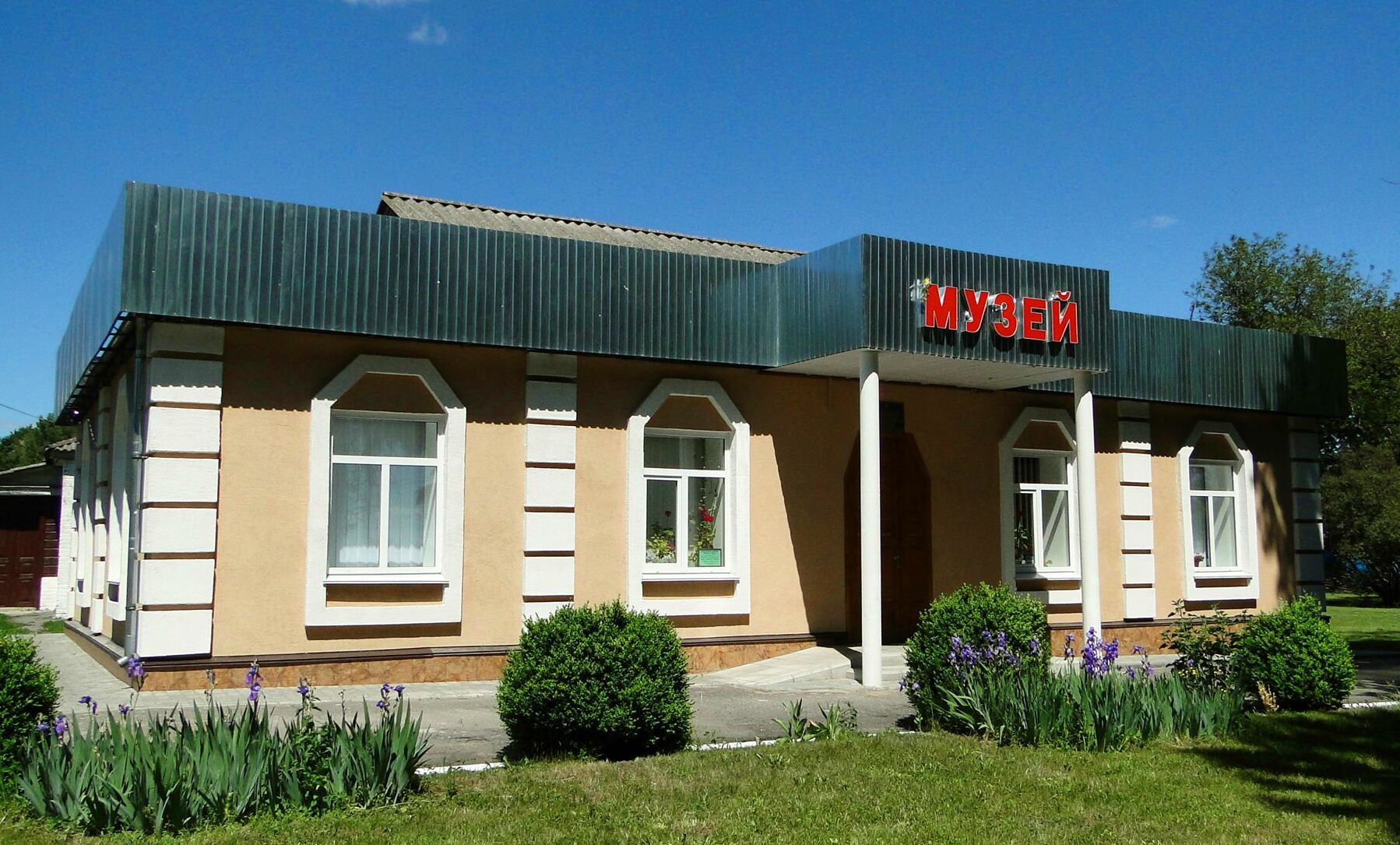
Музей в Чорнухах

##### Музеї
- Національний літературно-меморіальний музей Г. С. Сковороди у селі Сковородинівка Харківської області (музей знищено 6 травня 2022 року, під час російського вторгнення в Україну[51][52]).
- Меморіальний музей Г. С. Сковороди Національного історико-етнографічного заповідника «Переяслав».
- Чорнухинський літературно-меморіальний музей Г.Сковороди.
- Історико-культурний заповідник «Батьківщина Григорія Сковороди», смт Чорнухи Полтавської області — започатковане створення[48].

### Премії
Ім'ям Григорія Сковороди названо декілька нагород та премій, докладніше — Премія Григорія Сковороди.

### У нумізматиці та філателії
- 29 листопада 1972 року випущена марка на честь 250-річчя від дня народження тиражем 3 млн[53].
- 21 червня 1996 року Національний банк України випустив срібну ювілейну монету номіналом 1 000 000 карбованців з посвятою Григорію Сковороді.
- У 1997 році Укрпошта випустила марку «Григорій Сковорода. 1722—1794» за його скульптурним зображенням (за пам'ятником у Києві). Марка номіналом 60 коп. вийшла тиражем 200 000. Художники: Володимир Таран та Олександр Харук.
- 15 вересня 2006 року Національний банк України випустив банкноту номіналом 500 гривень, на аверсі якої зображено Григорія Сковороду. У дизайні банкноти (на лицьовому та зворотному боках) використані два малюнки авторства Г. С. Сковороди.
- 22 вересня 2022 року Укрпошта випустила поштовий блок до 300-річчя від дня народження Григорія Сковороди[54].

|                                                          |
| Поштова марка СРСР, присвячена Г. С. Сковороді, 1972 рік |

|                                                             |
| Поштова марка України, присвячена Г. С. Сковороді, 1997 рік |

| |
| 500 гривень Національного банку України зразка 2006 року (лицьовий бік) Фон центральної частини банкноти утворює зображення фонтану з написом «Не равное всѣмъ равенство» — авторського малюнку Григорія Сковороди до твору «Ознаки деяких спорідненостей» з Діалогу «Розмова, звана алфавіт, або буквар миру» |

| |
| Поштовий блок «До 300-річчя від дня народження Григорія Сковороди. Сад божественних пісень», 2022 рік |

|                                                                                          |
| «Григорій Сковорода» срібна пам'ятна монета НБУ 1 мільйон карбованців, 1996 року. Реверс |

### 300 років з дня народження
Урядова постанову про відзначення 300-річчя з дня народження Григорія Сковороди була прийнята 4 листопада 2020 року за номером № 973-IX. Серед запланованих заходів зазначалися ремонт будівель Національного літературно-меморіального музею Г. С. Сковороди, розташованого в селі Сковородинівці; Меморіального музею Г. С. Сковороди Національного історико-етнографічного заповідника «Переяслав», розташованого у місті Переяславі Бориспільського району Київської області; Чорнухинського літературно-меморіального музею Г. С. Сковороди, розташованого в селищі міського типу Чорнухи Лубенського району Полтавської області; Лохвицького краєзнавчого музею імені Г. С. Сковороди, розташованого у місті Лохвиці Миргородського району Полтавської області; створення сучасної матеріально-технічної бази: Харківського національного педагогічного університету імені Г. С. Сковороди; Інституту філософії імені Г. С. Сковороди Національної академії наук України; Університету Григорія Сковороди у Переяславі. Не все з запланованого вдалося реалізувати через вторгнення Росії в Україну. Зокрема, 6 травня 2022 року о 23 годині під дах музею У Сковородинівці влучила російська ракета, в результаті чого виникла пожежа.

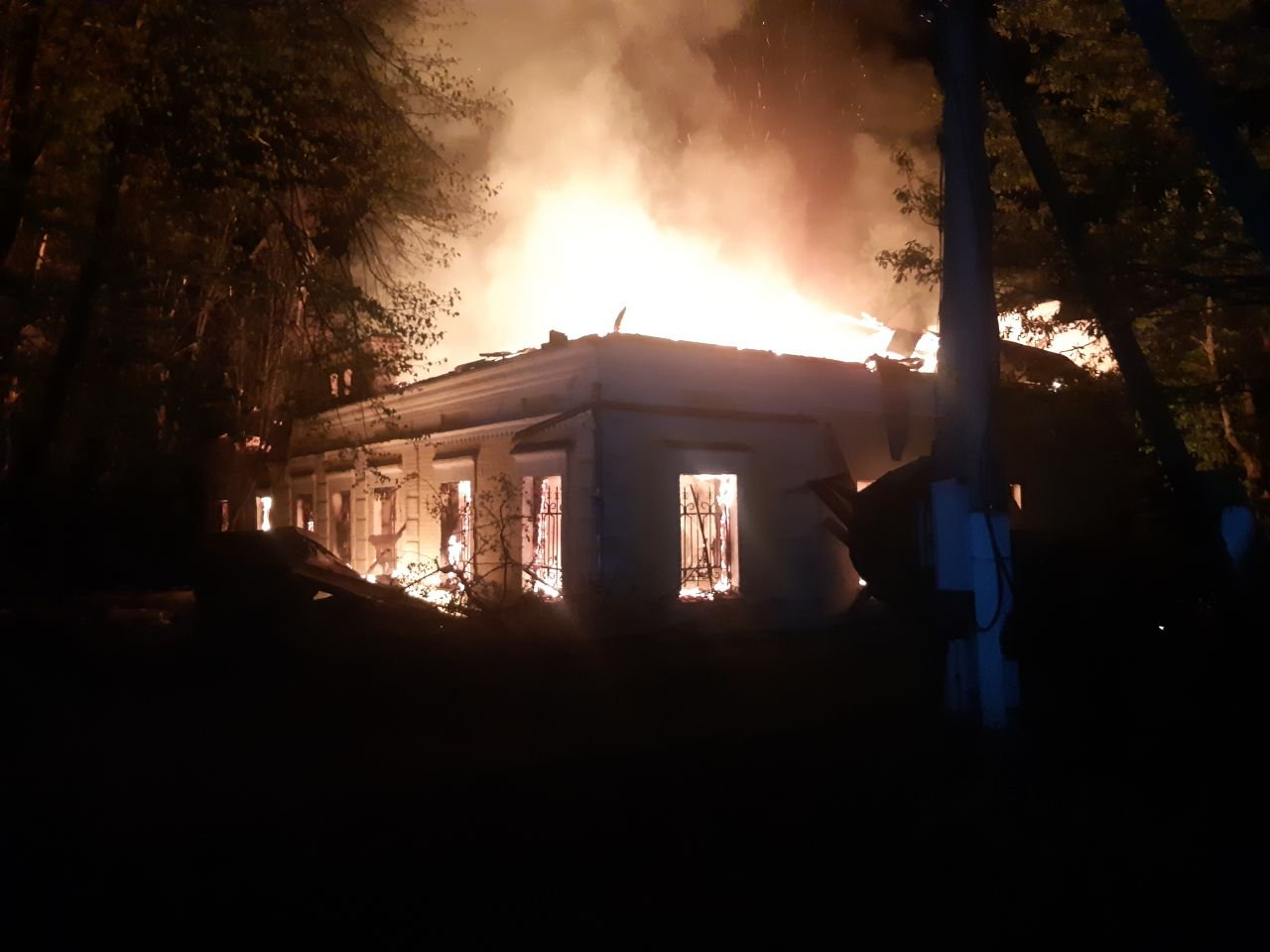
Пожежа (7 травня 2022 року)
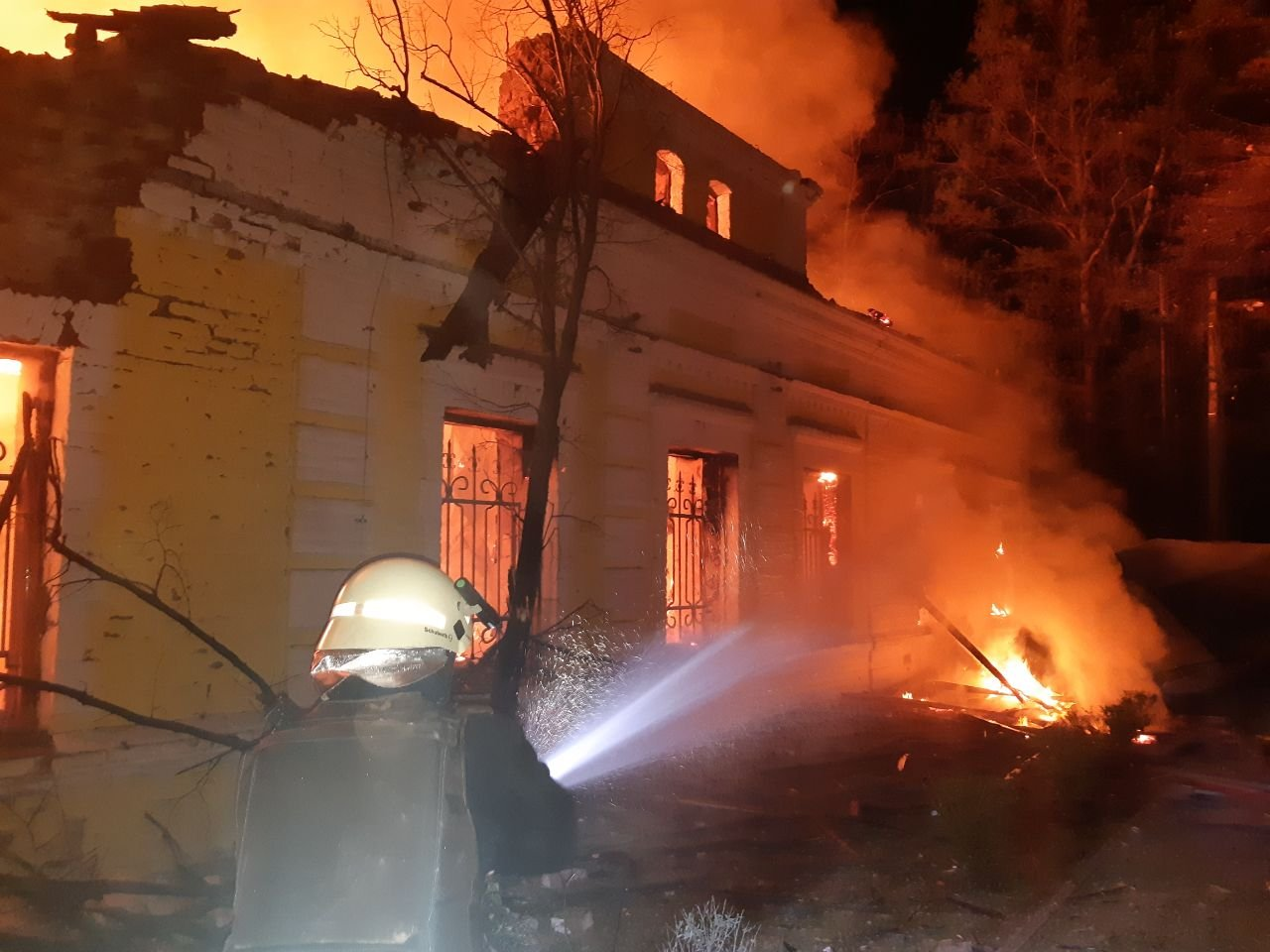
Усунення наслідків (7 травня 2022 року)
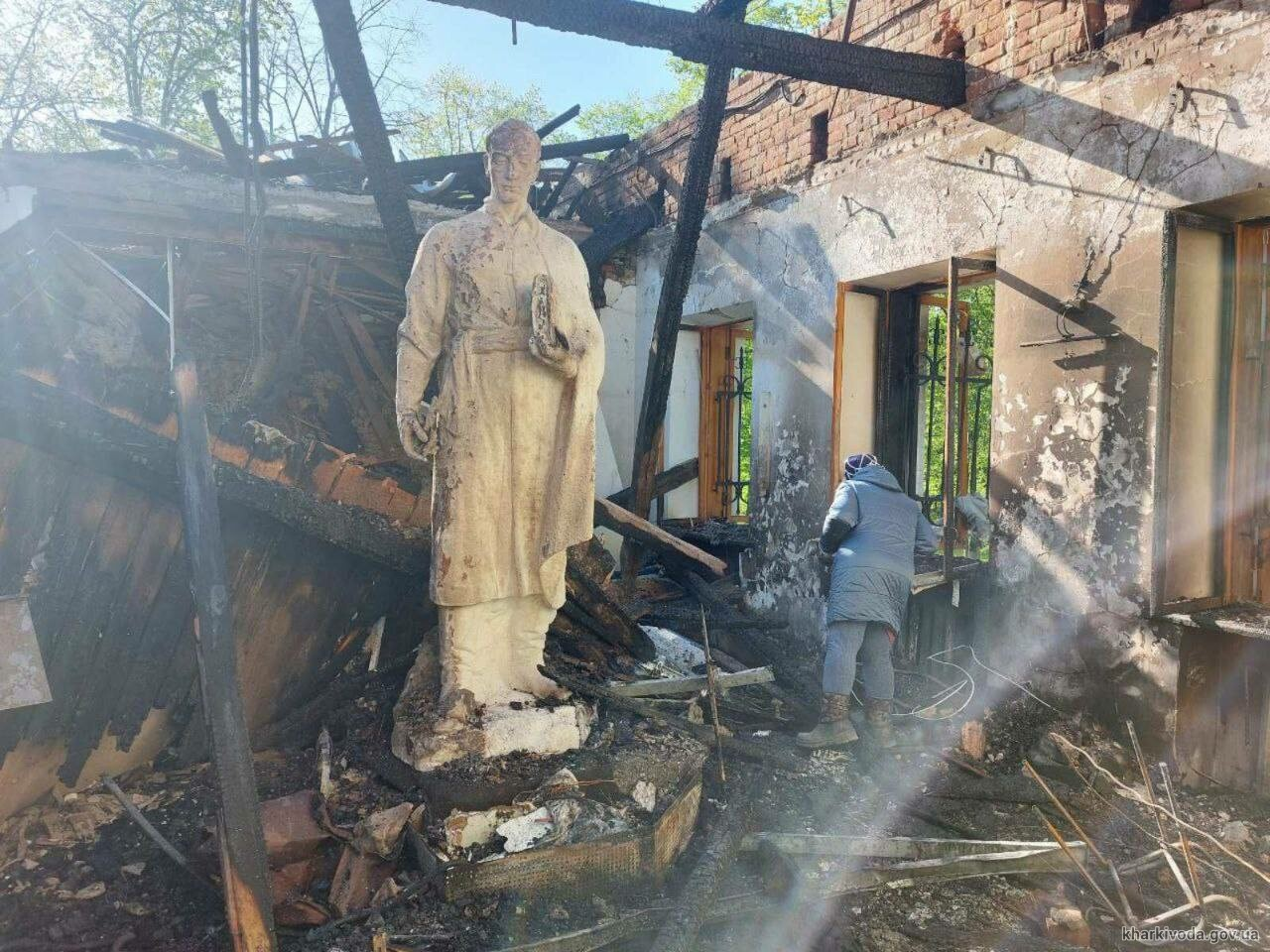
Вид на статую (7 травня 2022 року)
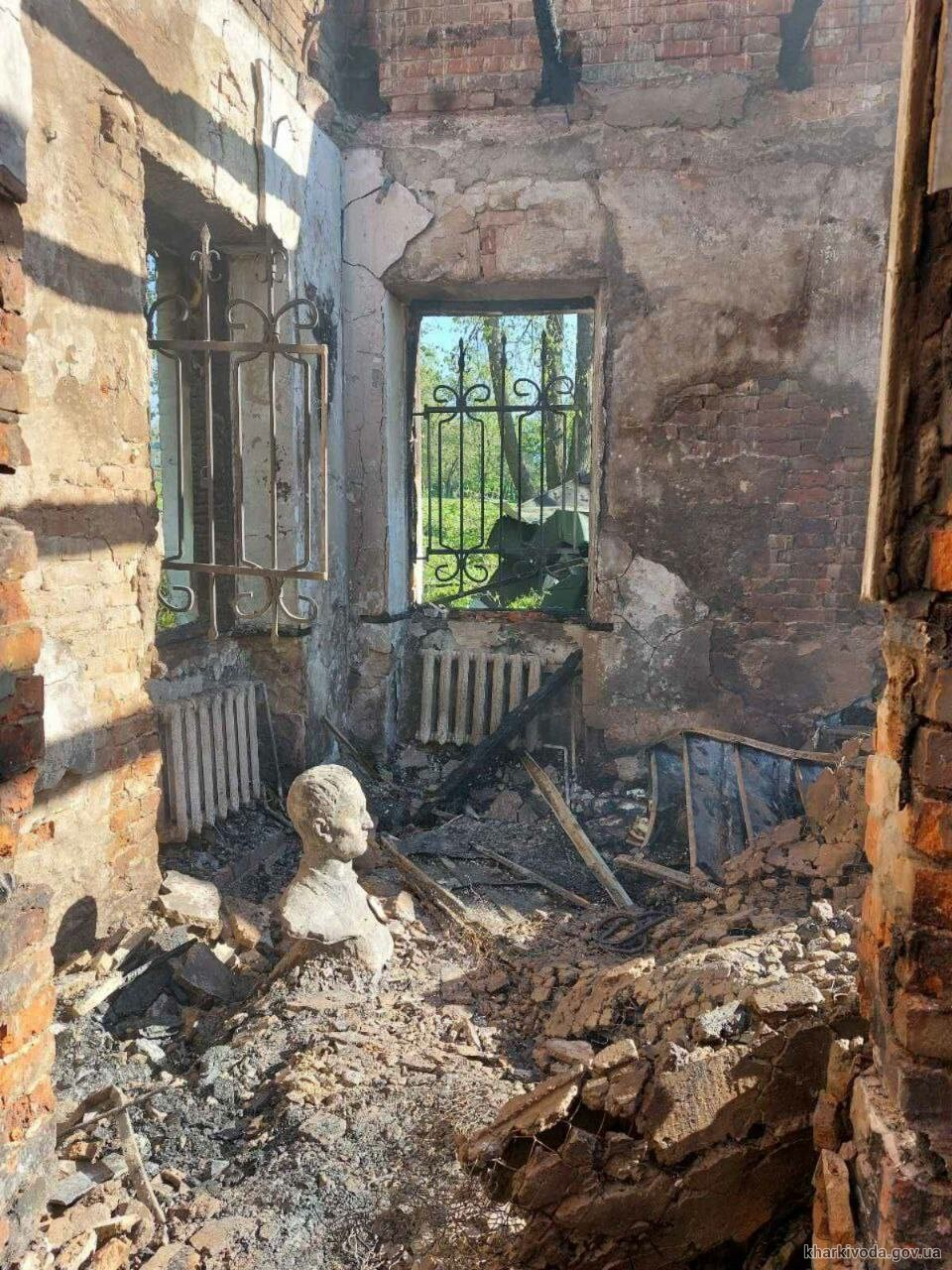
Руйнування всередині (7 травня 2022 року)
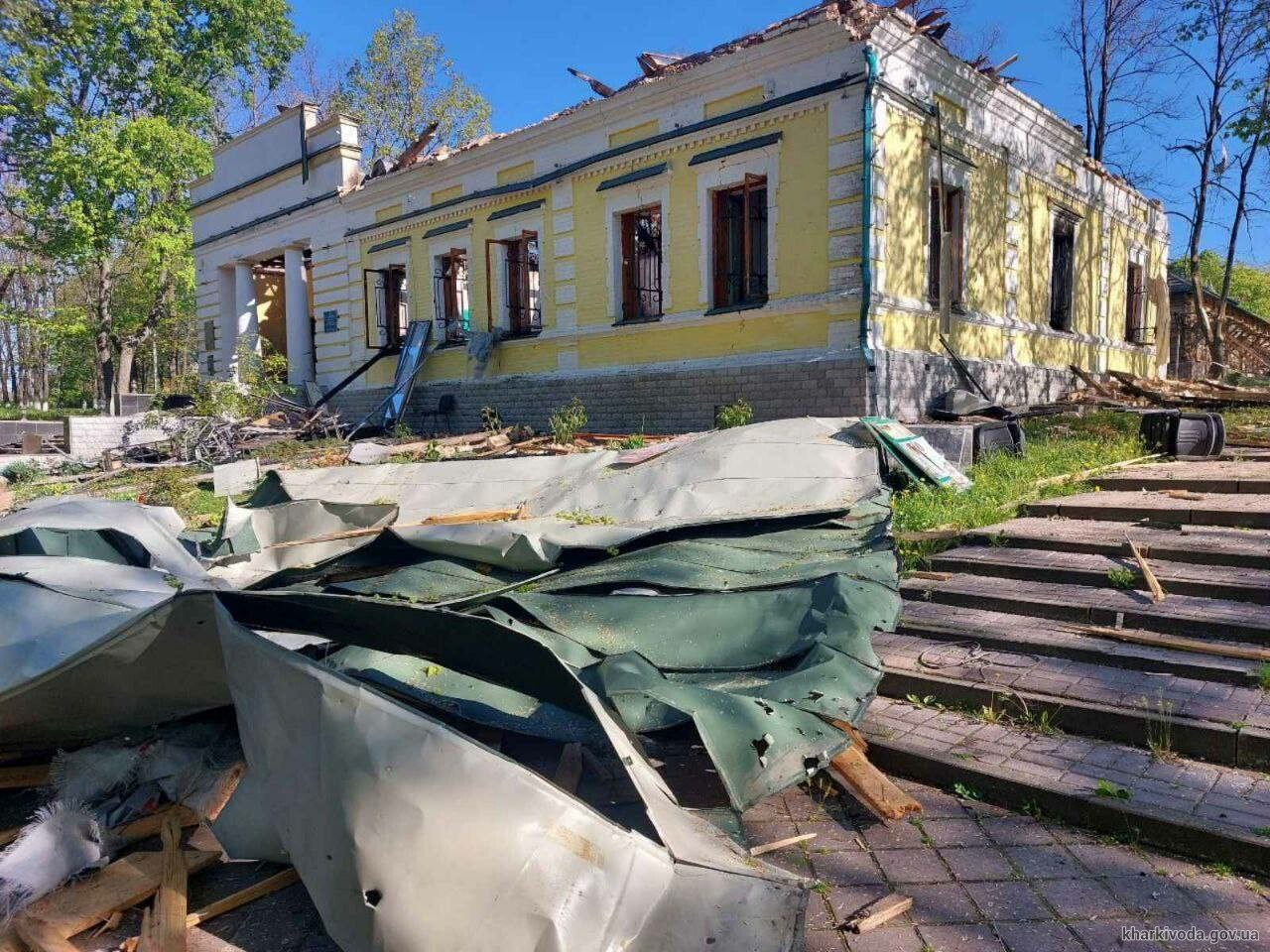
Руйнування (7 травня 2022 року)

Статую Сковороди зі Сковородинівки увійшла до експозиції виставково-мистецького проєкту «Світ Сковороди» в Українському домі у Києві.
До дня народження Національний банк України випустив срібну монету «Сад божественних пісень» номіналом 20 гривень тиражем 2 500 штук. 2 грудня 2022 року фірмовий пасажирський поїзд 1-го класу Південної залізниці категорії «нічний експрес» № 17/18 сполученням Харків — Ужгород вирушив під назвою «Сковорода-Експрес».

## Сковородіяна
- Український Філософський фонд, Центр св. Климента «Спілкування та діалог культур», Кафедра філософії та релігієзнавства Національного Університету «Києво-Могилянська Академія», Центр «Практична філософія» періодично проводять Сковородинівський колоквіум («Читання на Трьохсвятительській»)

- 2005 року на базі Переяслав-Хмельницького державного педагогічного університету імені Григорія Сковороди було створено навчально-науковий Центр Сковородинознавства, очолений доктором філологічних наук професором Миколою Корпанюком, який що два роки проводить сковородинські читання. Ставить за мету дослідження й вивчення творчого доробку Сковороди, популяризацію його спадщини, впровадження її в навчальних процесах середніх закладів і ВНЗ[61].

### Бібліографічні довідники
- Два століття сковородіани: Бібліографічний довідник. Х., 2002.

### Фільмографія
- Художній фільм «Григорій Сковорода», Кіностудія імені Олександра Довженка, 1958. Режисер: Іван Кавалерідзе
- Художній фільм «Григорій Сковорода», Кіностудія ім. О.П. Довженка, 1959. Режисер: Іван Кавалерідзе на YouTube
- Документальний фільм «Відкрий себе», Україна, 1972. Режисер: Роллан Сергієнко. Оператор: Олександр Коваль. Текст читає Іван Миколайчук. Частина 1 на YouTube
- «І світ мене не впіймав ...» Кіностудія ім. О.П. Довженка,  ВТО "Дебют", 2004. Режисер: Юрій Зморович, Анатолій Кучеренко. Автор сценарію: Ігор Лапінський. Оператор: Денис Чащин. на YouTube
- Телефільм «Григорій Сковорода» із проєкту «Великі українці». Україна, 2008. Режисер: Олексій Лябах. Автори сценарію: Іларіон Павлюк, Олексій Бобровников. Ведучий: Остап Ступка. на YouTube, Олексій Бобровников. Ведучий: . на сайті YouTube
- «Григорій Сковорода» із циклу «Обличчя української історії», НТК України, дата ефіру: 13:34 Вівторок, 7 червня 2011 р.// Офіційний сайт НТКУ
- Документальний телефільм «Таємничий Сковорода», НТК України, 2013 р. Автор і режисер фільму — Олена Хмирова. Дата ефіру: Понеділок, 1 липня 2013, 13:20 // Офіційний сайт НТКУ
- Яким Сковорода був насправді? // Реальна історія — YouTube, 30.11.2024